# Asociación de Técnicos de Informática
La Asociación de Técnicos de Informática (ATI) es una asociación sin ánimo de lucro que agrupa a profesionales y estudiantes del sector de las tecnologías de la información y la comunicación. Está implantada en toda España a través de los capítulos territoriales existentes en diversas comunidades autónomas. Fundada en 1967, es la asociación más veterana de la profesión informática española, con sedes en Barcelona (sede general) y Madrid.
ATI publica en español la revista Novática, decana de la prensa informática española, así como  REICIS (Revista Española de Innovación, Calidad e Ingeniería del Software). Desde 2000 a 2011 publicó también la revista digital en inglés UPGRADE , por delegación del Consejo de Sociedades Informáticas Profesionales Europeas (CEPIS).
ATI cuenta con dieciséis grupos de trabajo cubriendo diversas áreas del sector de las TIC y participa, como entidad organizadora o colaboradora, en numerosos eventos de dicho sector. 
ATI es la representante española en la Federación Internacional para el Procesado de Información (IFIP), representa también a los informáticos españoles en CEPIS, organización de la que es miembro fundador, y tiene un acuerdo de colaboración con la Asociación para la Maquinaria de Cómputo (ACM).
En el plano interno tiene establecidos acuerdos de colaboración o vinculación con Ada Spain, ASTIC, Hispalinux, AI2 y Asociación Nacional de Estudiantes de Ingenierías e Ingenierías Técnicas en Informática (RITSI).
ATI expresa su posición sobre diversos temas (Software libre, estudios universitarios de Informática, Canon digital, etc.) a través de comunicados, notas de prensa y editoriales de la revista Novática.
En 2017 la Agencia Española de Protección de Datos impone a ATI dos multas, una de 45.000 € (infracción muy grave) por transmitir datos de carácter personal fuera del territorio del Espacio Económico Europeo, y otra de 5.000 € (infracción leve), por remitir correos electrónicos a través del servicio Mailchimp de The Rocket Science Group LLC vulnerando el derecho de los destinatarios.  Los recursos de ATI contra las sanciones son desestimados sucesivamente por la Audiencia Nacional y el Tribunal Supremo de España.